# Столяров, Александр Никанорович
Александр Никанорович Столяров (22 сентября 1913 — 12 ноября 1993) — советский военнослужащий, участник Великой Отечественной войны, Герой Советского Союза, командир отделения 66-го отдельного отряда дымомаскировки и дегазации Краснознамённой Днепровской военной флотилии, сержант.

## Биография
Родился 22 сентября 1913 года в городе Иваново-Вознесенск в семье рабочего. Русский. Рано остался без отца, который погиб на фонте в 1-ю мировую войну. Вскоре с матерью перебрался в деревню Хмельники Тейковского района. Здесь вырос, окончил четырёхклассную сельскую школу. В 1929 году вернулся в Иваново. Работал на ткацкой фабрике имени Зиновьева, затем на меланжевом комбинате. Одновременно учился на курсах, сдал экзамены за седьмой класс.
В мае 1934 года был призван в Красную Армию, направлен на флот. Службу проходил в Амурской военной флотилии. Первые два года рядовым краснофлотцем, затем окончил школу связи и был назначен старшиной группы на маяк в городе Николаевске-на-Амуре. В 1938 году после демобилизации вернулся в родной город. Работал в Кировском районном отделении внутренних дел города Иваново.
Вновь призван в армию в апреле 1942 года. Был направлен в Ярославскую химическую школу Военно-морского флота. После окончания школы в сентябре 1942 года прибыл для прохождения службы в Волжскую флотилию на должность командира отделения 66-го отдельного отряда дымомаскировки и дегазации.
Участвовал в битве за Сталинград. Осенью 1943 года часть кораблей с экипажами была перебазирована на Днепр и стала ядром Днепровской флотилии. В апреле 1944 года часть катеров флотилии была переброшена в район города Мозырь в Белоруссию.
Сержант Столяров отличился в июле 1944 года во время 18 дневного похода бронекатеров Днепровской флотилии по рекам белорусского Полесья. Моряки-десантники, высаживаясь в тылу врага, сеяли панику, уничтожали вражеские гарнизоны, чем способствовали успешному наступлению 61-й армии. Для усиления десантных групп в них были включены моряки 66-го отдельного отряда дымомаскировки и дегазации. Одним из отделений командовал Столяров.
В составе десантных групп сержант Столяров 5 раз высаживался в тыл врага. В первом же бою уничтожил несколько гитлеровских солдат и офицеров, захватил ценные документы. Следующий десант был в город Петриков. Благодаря внезапности город был освобождён почти без боя. В бою за село Дорошевичи Столяров заменил убитого командира и поднял десантников в атаку. Враг был уничтожен. Так же отважно он сражался в боях за город Пинск 9-14 июля, был тяжело контужен, но не покинул поле боя. Всего за время похода с отделением Столяров уничтожил 5 дзотов, 3 пулемётных точки, большое количество живой силы противника.
За успешные действия при освобождении Пинска и в Бобруйской операции Указом Президиума Верховного Совета СССР от 23 июля 1944 года Днепровская флотилия была награждена орденом Красного Знамени. 10 участников десантов, в том числе и сержант Столяров, были представлены к званию Героя Советского Союза.
Указом Президиума Верховного Совета СССР от 7 марта 1945 года за образцовое выполнение заданий командования и проявленные мужество и героизм в боях с немецко-фашистскими захватчиками сержанту Столярову Александру Никаноровичу присвоено звание Героя Советского Союза с вручением ордена Ленина и медали «Золотая Звезда».
После награждения продолжал воевать в составе Днепровской флотилии. Обеспечивал траление реки Западный Буг, форсирование рек Висла, Одер, Шпрее. День Победы встретил в Берлине, где 2 мая получил высокие награды Родины — медаль «Золотая Звезда» и орден Ленина.
В 1945 году демобилизован. Жил в городе Иваново. Член ВКП(б)/КПСС с 1946 года. Работал завхозом в Ивановском химико-технологическом институте. Умер 12 ноября 1993 года. Похоронен на кладбище Богородское города Иванова.
Награждён орденами Ленина, Отечественной войны 1-й степени, медалями.
В Иваново, на главном корпусе Ивановского химико-технологического университета в мае 2010 года установлена мемориальная доска. Его имя увековечено на мемориальной доске героям-землякам в городе Тейково и на мемориале у вечного огня в областном центре городе Иваново.